# Alavieska kyrkoby
Alavieska kyrkoby (finska: Alavieskan kirkonkylä) är en tätort och centralort i Alavieska kommun i landskapet Norra Österbotten i Finland. Vid tätortsavgränsningen den 31 december 2021 hade Alavieska kyrkoby 1 291 invånare och omfattade en landareal av 6,33 kvadratkilometer.

## Befolkningsutveckling
| Befolkningsutvecklingen i Alavieska kyrkoby 1960–2021 | Befolkningsutvecklingen i Alavieska kyrkoby 1960–2021 | Befolkningsutvecklingen i Alavieska kyrkoby 1960–2021 | Befolkningsutvecklingen i Alavieska kyrkoby 1960–2021 | Befolkningsutvecklingen i Alavieska kyrkoby 1960–2021 |
| ----------------------------------------------------- | ----------------------------------------------------- | ----------------------------------------------------- | ----------------------------------------------------- | ----------------------------------------------------- |
|                                                       |                                                       |                                                       |                                                       |                                                       |
| År                                                    |                                                       |                                                       | Folkmängd                                             | Landareal (km²)                                       |
| 1960                                                  | 1960                                                  |                                                       | 900                                                   | 4,60                                                  |
| 1970                                                  | 1970                                                  |                                                       | 832                                                   | 4,60                                                  |
| 1980                                                  | 1980                                                  |                                                       | 1 046                                                 | 4,8                                                   |
| 1985                                                  | 1985                                                  |                                                       | 1 072                                                 |                                                       |
| 1990                                                  | 1990                                                  |                                                       | 1 465                                                 | 7,5                                                   |
| 1995                                                  | 1995                                                  |                                                       | 1 513                                                 | 7,6                                                   |
| 2000                                                  | 2000                                                  |                                                       | 1 562                                                 | 7,3                                                   |
| 2005                                                  | 2005                                                  |                                                       | 1 557                                                 | 8,0                                                   |
| 2010                                                  | 2010                                                  |                                                       | 1 443                                                 | 6,67                                                  |
| 2015                                                  | 2015                                                  |                                                       | 1 387                                                 | 6,28                                                  |
| 2020                                                  | 2020                                                  |                                                       | 1 294                                                 | 6,33                                                  |
| 2021                                                  | 2021                                                  |                                                       | 1 291                                                 | 6,33                                                  |
| Anm.: 1960-1990 som Kyrkby (Alavieska).               |                                                       |                                                       |                                                       |                                                       |